# معلولان غیرنظامی

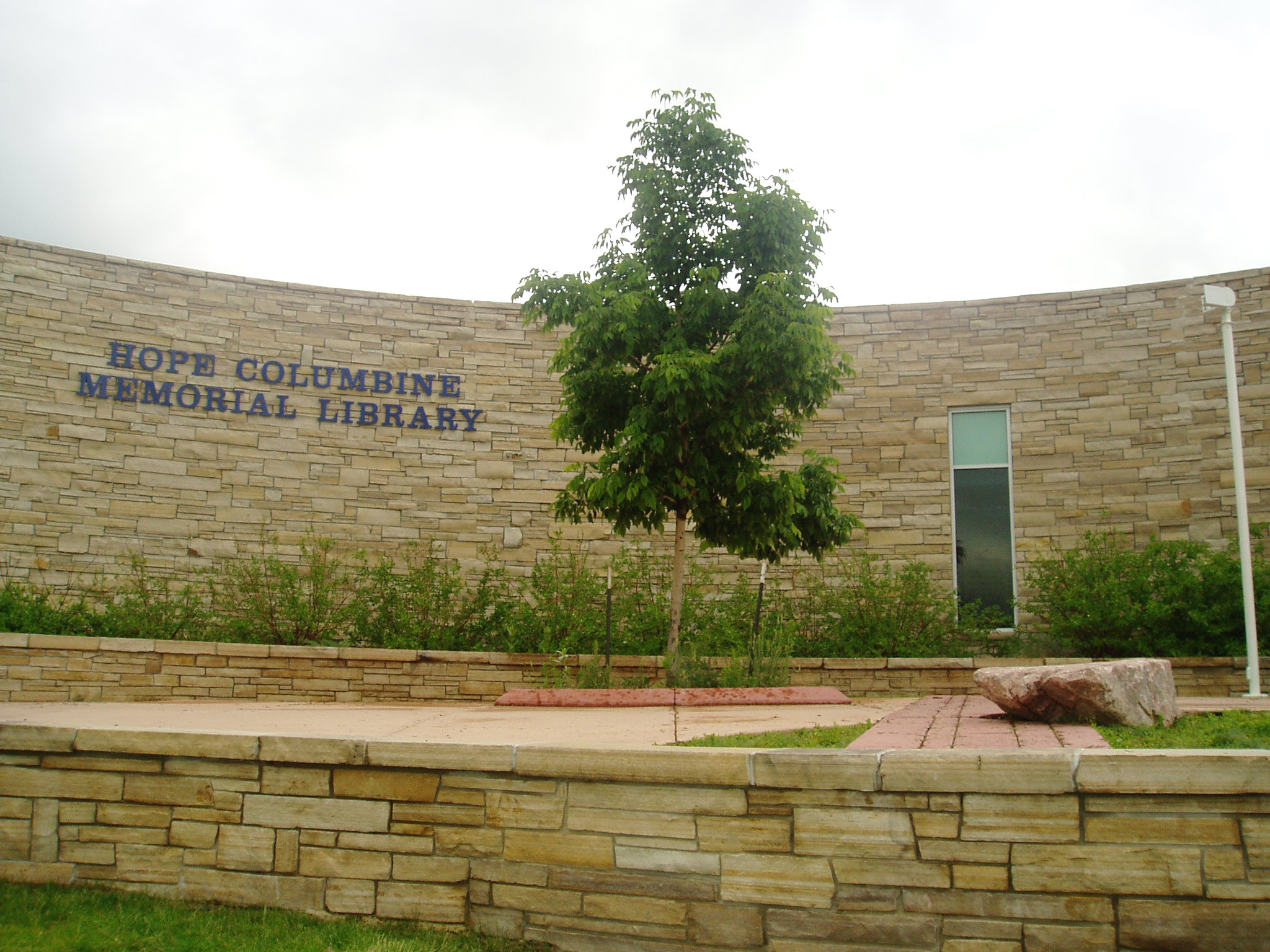
کتابخانه یادبود امید کلمبیا در دبیرستان کلمبیا، که قتل‌عام در تاریخ ۲۰ آوریل ۱۹۹۹ رخ داد، ۱۳ فرد غیرنظامی، از جمله ۱۲ دانش آموز و یک معلم، کشته و ۲۳ تن دیگر زخمی شدند

معلولان غیرنظامی (به انگلیسی: Civilian casualties) تلفات غیرنظامیان به‌طور کلی هنگامی‌که غیرنظامیان از طریق نظامیان که عمدتاً شامل مأموران اجرای قانون، پرسنل نظامی یا مجرمانی همانند تروریست‌ها و سارقان بانک‌ها، کشته یا زخمی می‌شوند، به وقوع می‌پیوندد. طبق قانون جنگ، تلفات غیرنظامی، غیرنظامیانی هستند که در نتیجه اقدامات جنگی جان خود را از دست می‌دهند یا زخمی می‌شوند. در هر دو مورد، آن‌ها می‌توانند به موجب این قانون هرگونه اقدامی را بدون در نظر گرفتن اینکه آیا غیرنظامیان به‌طور مستقیم هدف قرار گرفته یا نه، مرتبط کنند.

## بررسی موضوع

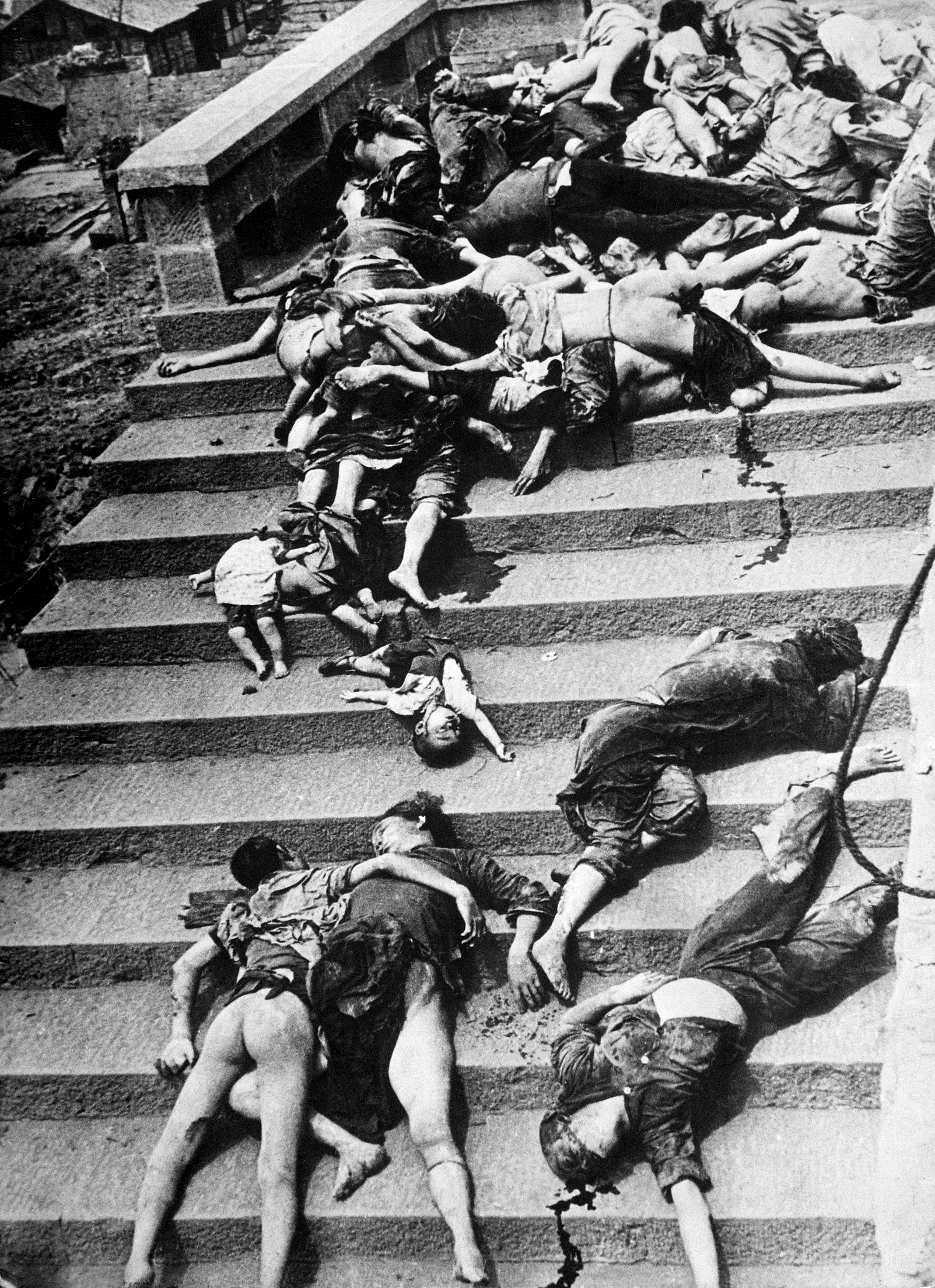
تلفات وحشتناک یک بمباران در چین در ۱۹۴۱

در دو روز اول بمباران ژاپن در سال ۱۹۳۹ توسط آمریکا حدود ۵۰۰۰ نفر جان باختند. در هنگامه جنگ‌ها علی‌رغم همه پیشرفت‌ها و پیش‌بینی‌های تکنولوژیک که در مقررات ایمنی اتحادیه اروپا، که در دسامبر سال ۲۰۰۳ در بروکسل به تصویب رسیده بود، باز هم از سال ۱۹۹۰ تا سال تصویب این مقررات حدود ۴ میلیون نفر در جنگ‌ها کشته شدند، که ۹۰ درصد آن‌ها غیرنظامیان بودند. طبق برآورد یونیسف UNICEF (صندوق کودکان ملل متحد) آمار مرگ و میر غیرنظامیان از ۵ درصد در سال‌های واپسین قرن گذشته به بیش از ۹۰ درصد در جنگ‌های سال‌های دهه ۱۹۹۰ افزایش نشان می‌دهد. به‌دست آوردن آمار واقعی مجروحان جنگی یک کار پیچیده‌ای است. شناخت معلولان غیرنظامی مشکلات ویژه خودشان را دارند. یک مشکل اینکه دادن عنوان معلول به کسی گاهی مورد اعتراض و جدل می‌شود. در تعریف معمولی معلول غیرنظامی به کسی گفته می‌شود که در درگیری مسلحانه دخیل نبوده اما در اثر این درگیری مجروح شده. برای اینکه آمار درستی ارائه دهیم باید همان‌طور که معلول زمان جنگ مشخص است که به چه کسی گفته می‌شود باید علت جراحت سایر معلولان مشخص شود تا در شمار معلولان غیرنظامی گنجانده شوند.
- کسانی‌که مستقیماً در اثر جنگ کشته شده‌اند.
- آنهایی‌که در میدان جنگ مجروح شده‌اند.
- کسانی‌که به دلیل شرکت در جنگ به مرضی دچار شده‌اند و در اثر ان فوت کرده‌اند.
- قربانیان خشونت یکطرفه نظیر کشتاری که دولت‌ها علیه مردم خود مرتکب می‌شوند.
- قربانیان تجاوز به عنف در هنگام جنگ.
- کسانی‌که در جریان جنگ‌ها از خانه و کاشانه خود آواره می‌شوند نظیر پناهندگان.
- کسانی‌که بعد از پایان جنگ در اثر جراحتی که در حین جنگ برداشته‌اند جان خود را از دست داده‌اند.[۲]

گنجاندن هرکدام از این موارد در لیست معلولان گرچه قابل دفاع است اما باید صریح و قابل تکیه باشد. بعبارتی تشخیص معلولان غیرنظامی در هر کدام از موارد فوق نیاز به کارشناسی دقیق دارد. در برخی موارد نیاز به گذشت زمان است برای مثال در جنگ سال ۱۹۷۱ بین هند و پاکستان یا جنگ سال ۱۹۹۹ کوزوو یا جنگ سال ۲۰۰۱ افغانستان به افرادی که در اثر جنگ آواره و پناهنده شده بودند بعد از خاتمه درگیری‌ها اجازه داده شد که به خانه و کاشانه خود برگردند.

## قوانین بین‌المللی
بعد از جنگ جهانی دوم، از سال ۱۹۴۹ یک سری معاهدات حاکم بر جنگ مورد قبول دولت‌ها قرار گرفت. کنوانسیون ژنو عملی شد. گرچه در چهارمین کنوانسیون ژنو سعی شد برخی ضوابط دفاعی مربوط به غیرنظامیان زمان جنگ اجرا شود، اما کلیت کنوانسیون چهارم ژنو مربوط به افراد محصور در منطقه اشغال شده بود و نه مثلاً افراد مناطق بمباران شده. در سال ۱۹۷۷ پروتکل شماره یک به عنوان یک بند اصلاحیه به کنوانسیون ژنو اضافه شد، در این پروتکل هرگونه هجوم به غیرنظامیان ویا تأسیسات غیرنظامی در مناطق جنگی ممنوع گردید. گرچه این پروتکل به وسیلهٔ ۱۷۳ کشور تصویب شده اما کشورهای ایالات متحده، اسرائیل، پاکستان، هند، ایران و ترکیه از امضای آن سر باز زدند. استاتوی رم که حمله علیه مردم غیرنظامی را غیرقانونی می‌داند، از روز اول ژوئیه سال ۲۰۰۲ ابلاغ گردید، اما توسط همه کشورها تصویب نشد.

## رفتارها
رفتار بیشتر دولت‌ها نسبت به معلولان غیرنظامی زیر چتر جنگ‌های مشروع تفسیر و تعبیر می‌شود. با این رویکرد دولت‌ها جنگ و قوانین آن را از زاویه بهره‌وری مشروع از نظر خودشان ارزیابی می‌کنند به‌عبارتی از نظر آن‌ها کار صحیح و اخلاقی آنست که بیشترین فایده را برای آن‌ها دربرداشته باشد. در عین حال فلاسفه اخلاق با این رویکرد نسبت به جنگ در تقابل هستند. این نظریه پردازان طرفدار اخلاق‌گرائی مطلق هستند، که شامل قوانین متعددی برای رفتار طرف‌های جنگ می‌باشد. طبق این قوانین نباید کسانی را که در جنگ شرکت ندارند مورد حمله و هجوم قرار داد. و از نظر آن‌ها فقط به دشمن جنگجو که در جنگ شرکت دارد می‌توان حمله کرد. فیلسوف توماس ناگل مقاله‌ای در این زمینه دارد، بنام جنگ و قتل‌عام. در نهایت با رویکرد صلح طلبی هرگونه جنگی اخلاقاً ناعادلانه و نامشروع تلقی می‌شود. دیدگاه انسانی این صلح جویان از غیرنظامیان هم فراتر رفته و شامل نظامیان در حال جنگ مخصوصاً سربازان هم می‌شود.

## پناهندگان
قوانین جنگ در طول زمان تغییراتی کرده‌است، و پروتکل‌های بین‌المللی مانند کنوانسیون چهارم ژنو صراحتاً از حفاظت غیرنظامیان در کشورهای اشغال شده چه در هنگام درگیری و چه بعد از آن یاد می‌کند. کنوانسیون پناهندگان سال‌های ۱۹۵۱ و ۱۹۶۷ که حاوی پروتکلهایی مربوط به استاتوی پناهندگان هستند حتی افرادی که تحت تعقیب و آزار قرار دارند را هم شامل می‌گردد. برخی پژوهشگران پناهندگان و افراد جابجا شده در داخل میهن (خود) را نیز به عنوان معلولان غیرنظامی بشمار می‌آورند.

## نسبت معلولان غیرنظامی
منظور از نسبت معلولان غیرنظامی در یک جنگ مسلحانه عبارت از نسبت تعداد غیرنظامیان معلول به کل معلولان جنگ است. اغلب این نسبت را عدد ده ذکر کرده‌اند یعنی مابازاء هر جنگنده ده نفر معلول غیرنظامی وجود دارد که خود این رقم هم مورد اختلاف است.

## صدمات جانبی
منظور از صدمات یا تلفات جانبی آنست که هنگام هدف قرار دادن و ضربه به یک هدف نظامی در بحبوحه یک جنگ اهداف دیگری نیز خواه و ناخواه مورد اصابت قرار می‌گیرند و تلفات و آسیب‌هائی ببار می‌آورند.